# Özgür Çek
Özgür Çek (Erbaa, 3 gennaio 1991) è un calciatore turco, centrocampista del Tokatspor.

## Carriera

### Club
Ha giocato nella prima divisione turca.

### Nazionale
Ha giocato nelle nazionali giovanili turche Under-17, Under-19 ed Under-21.

## Palmarès

### Club

#### Competizioni nazionali
- Coppa di Turchia: 1

Fenerbahçe: 2011-2012